# Понятийное мышление
Понятийное мышление — вид мышления, где используются понятия и логические конструкции.

## Понятийное мышление
В процессе познания мира человек опирается на данные своих ощущений, однако его разум обладает способностью усматривать логические связи в конкретных вещах и процессах; так мы приходим к возникновению понятий, которые выступают абстракциями реальных предметов и событий. Следует отметить принципиально понятийный характер нашего мышления, ибо понятие есть:
1. Итог мыслительного процесса,
2. Начало дальнейшего процесса мышления, когда, прибегая к операциям и законам логики, мы можем сделать выводы без обращения к конкретным вещам.

Кроме этого очевидно и другое, а именно, что человеческое общение немыслимо без использования понятий. Это касается и обыденной, и научной, культурной и т. п. форм общения. Важно при этом указать на однозначность используемых понятий, то есть на их когерентность (согласованность) в различных социальных средах; в противном случае человеческая коммуникация станет невозможной или неэффективной20.
Известно, что в политической, экономической, юридической и т. п. видах практики в текстах официальных документов нередко специально оговаривается, что именно договаривающиеся стороны или руководящие органы понимают под ключевыми понятиями текста; в противном случае после его одобрения неизбежны различные его толкования, что поставит под угрозу выполнение соглашений или официальных распоряжений.
Даже в обыденном общении мы не можем избежать необходимости однозначного толкования понятий, иначе наша практика приобретёт неопределённый, неорганизованный характер. Так, если под словом «отпуск» понимать любое отсутствие работника на рабочем месте, а не узаконенное регламентом, то фраза: «Иванов сейчас в отпуске» может ввести в заблуждение кого угодно. Или, обсуждая спортивную тему, мы употребляем такие понятия как «чемпион», «призёр», «участник соревнований» и т. п., придавая вполне определённый смысл каждому из них21.
Не менее очевидна необходимость понятийной строгости в сфере науки, где исходные понятия («поле», «вещество», «интеграл», «биоценоз», «синтез» и т. п.) жестко предопределяют результат научной работы. Однако, из собственной практики мы знаем, что одно и то же слово подчас приобретает особое содержание в зависимости от сферы его применения. Например, мы говорим «рынок», но понимаем, о чём идёт речь, из контекста разговора; одно значение этот термин имеет, когда мы сообщаем о том, что отправляемся за покупками, и другое, когда мы обсуждаем экономическую конъюнктуру города, района, страны и т. д.

## Основные инструменты мышления для создания понятий
Анализ — расчленение общего на составные части и отдельные признаки.
Синтез — обобщение отдельных частей в общее целое.
Сравнение — сопоставление нескольких предметов или событий между собой.
Абстрагирование — выделение одних признаков и отвлечение от несущественных понятий.
Обобщение — это объединение разных понятий в одну категорию.
Систематизация — объединение категорий в одну систему.

## Допонятийное мышление
Допонятийное мышление — это начальная стадия развития мышления у ребёнка, когда его мышление имеет иную, нежели у взрослых, организацию; суждения детей — единичные, о данном конкретном предмете. При объяснении чего-либо все сводится ими к частному, знакомому. Большинство суждений — суждения по сходству, или суждения по аналогии, поскольку в этот период в мышлении главную роль играет память.

## Допонятийное мышление и эгоцентризм
Центральной особенностью допонятийного мышления является эгоцентризм. Ввиду слабого развития своего «я»., ребёнок не может посмотреть на себя со стороны, потому что не способен самостоятельно производить преобразования системы отсчёта. Вследствие чего, ребёнок не попадает в сферу своего собственного отражения. Иными словами отсутствует объективное восприятие как самого себя, так и окружающего мира. Поэтому дети до пяти лет не могут корректно и объективно понять ту, или иную ситуацию. Они не способны отречься от собственной точки зрения и принять чужую позицию. Пиаже и Инельдер провели эксперимент с макетом из трёх гор. Он состоял в следующем: ребёнку показывали макет, содержащий три горы разной высоты, причём каждая из них обладала каким-либо отличительным признаком: домиком, рекой, текущей по склону, снежной вершиной. Экспериментатор давал ребёнку несколько фотографий макета, на которых все три горы были изображены с различных сторон. На всех снимках домик, река и снежная вершина были хорошо видны. Ребёнка просили выбрать фотографию, где горы изображены именно так, как он их видит на данном макете. Имеется в виду в том же ракурсе. Часто ребёнок выбирал верный снимок. После этого ребёнку показывали куклу с головой гладкой и шарообразной, без лица, чтобы ребёнок не мог уловить направление её взгляда. Куклу помещали по ту сторону макета. Теперь у ребёнка спрашивали, как кукла видит этот макет, но ребёнок не мог дать верного ответа, выбирая те фотографии, где макет был изображён именно так, как он сам его видит. Когда ребёнка и куклу меняли местами, то ребёнок снова выбирал снимок, где горы имели такой вид, как он их воспринимал со своего ракурса. Такой результат был получен с большинством испытуемых дошкольного возраста.
Допонятийное мышление так же проявляется в такой черте, как отсутствие представления о сохранении количества. Жан Жак экспериментально показал, что дети воспринимают и оценивают количество вещества только по одному параметру — по высоте жидкости в сосуде. Иные параметры — такие как длина или диаметр сосуда — при этом не учитываются.

## Перечень основных эмпирических характеристик допонятийного и понятийного мышления
| Эгоцентризм допонятийного мышления                                                                    | I Перецентрация и интеллектуальная децентрация в понятийном мышлении                               |
| Несогласованность объёма и содержания в предпонятийных структурах                                     | II Понятийные структуры как собственно логические классы, в которых согласованы содержание и объём |
| Трансдуктивный характер связи предпонятийных структур                                                 | III Индуктивно-дедуктивный характер связи понятийных структур                                      |
| Синкретизм и преобладание соединительных конструкций в допонятийном мышлении                          | IV Иерархизованность и преобладание конструкций подчинения в понятийном мышлении                   |
| Несогласованность инвариантных и вариативных компонентов в предпонятийных структурах                  | V Адекватное соотношение инвариантных и вариативных компонентов в понятийных структурах            |
| Неполнота обратимости операций в допонятийном мышлении                                                | VI Сформированность ансамблей обратимых операций в понятийном мышлении                             |
| Нечувствительность к логическому противоречию и к переносному смыслу как выражение дефектов понимания | VII Высший уровень и полнота понимания в понятийном интеллекте                                     |

## Список Литературы
- Р. М. Грановская. Элементы практической психологии. — Москва: Речь, 2007. — C. 19. — 396 °C.
- Л. М. Веккер. ПСИХИКА И РЕАЛЬНОСТЬ. — М: смысл. 1998. — 684 с.